# The Book of Unwritten Tales
The Book of Unwritten Tales är ett pek-och-klicka-äventyrsspel skapat av den tyska utvecklaren King Art Games. En prequel kallad The Book of Unwritten Tales: The Critter Chronicles släpptes 2012. En uppföljare, The Book of Unwritten Tales 2, släpptes den 20 februari 2015.